# 穆龍達瓦區
20°31′S 44°22′E / 20.517°S 44.367°E

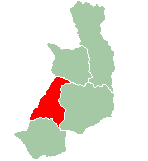

穆龍達瓦區，是馬達加斯加的行政區，位於該國西部，由梅納貝區負責管轄，首府設於穆龍達瓦，面積5,648平方公里，2011年人口114,152，人口密度每平方公里20人。